# Cantón de Pipriac
El cantón de Pipriac era una división administrativa francesa, que estaba situada en el departamento de Ille y Vilaine y la región de Bretaña.

## Composición
El cantón estaba formado por nueve comunas:
- Bruc-sur-Aff
- Guipry
- Lieuron
- Lohéac
- Pipriac
- Saint-Ganton
- Saint-Just
- Saint-Malo-de-Phily
- Sixt-sur-Aff

## Supresión del cantón de Pipriac
En aplicación del Decreto nº 2014-177 de 18 de febrero de 2014, el cantón de Pipriac fue suprimido el 22 de marzo de 2015 y sus 9 comunas pasaron a formar parte del nuevo cantón de Redon.